# Kantonsbibliothek Schwyz
Die Kantonsbibliothek Schwyz sammelt sämtliche Druckschriften über den Kanton Schwyz. Ausserdem dient sie als Depot für die Tauschschriften des Historischen Vereins des Kantons Schwyz.

## Historisches
Das Schwyzer Bibliothekswesen kann, von der Stiftsbibliothek Einsiedeln abgesehen, auf kein ehrwürdiges Alter hinweisen. Die Idee einer öffentlichen Bücherei erschien erstmals 1832. Augustin Schibig und Alois Fuchs, beides liberal denkende Geistliche, gründeten damals in Schwyz eine Bibliotheksgesellschaft. Sie diente der Pflege der vaterländischen Geschichte und umfasste gegen 4'000 Werke. Durch die Ungunst der Zeit wurde sie jedoch bereits anfangs der 1840er-Jahre wieder aufgelöst.
Erst in der zweiten Hälfte des 19. Jahrhunderts wurde der Gedanke einer Bibliotheksgründung wieder aufgenommen. Die 1854 gegründete Kanzleibibliothek wurde 1872 in Kantonsbibliothek umbenannt. Während einhundert Jahren diente sie vorwiegend der Verwaltung. Ein allzu bescheidenes Anschaffungsbudget verunmöglichte einen gezielten Ausbau der Bestände, und die Benützung wurde durch unzweckmässige Räumlichkeiten erschwert.
Anfänglich war die Bibliothek im Rathaus untergebracht. 1927 wurden ihre Räumlichkeiten ins heutige Regierungsgebäude verlegt. Hier waren die Verhältnisse jedoch auch nicht viel zweckmässiger, und die gleichen Klagen, die schon im Rathaus angebracht wurden, wiederholten sich. Erst 1970 konnten im Untergeschoss des neuen AHV-Gebäudes bibliotheksgerechte Räume bezogen werden.
Seit 1986 ist die Bibliothek im Ökonomiegebäude des Ital-Reding-Hauses eingerichtet.

## Bestand und Benutzung
Als besonderen Schatz hütet die Kantonsbibliothek den Nachlass und die Privatbibliothek des Dichters Meinrad Inglin. 2007 kam die Buch- und Kunstsammlung der deutsch-jüdischen Emigranten Henry (1915–2006) und Paul Proskauer (1921–2014) hinzu. Die kinderlosen Brüder lebten in New York und waren mit dem Kanton Schwyz freundschaftlich verbunden.
Der Gesamtbestand der Bibliothek umfasst gegen 100'000 Einheiten. 28'000 Bücher aus verschiedenen Wissensgebieten und der Unterhaltungsliteratur stehen Kindern, Jugendlichen und Erwachsenen in der Freihandabteilung zur Verfügung. Dieser Bestand wird mit 500 Tonkassetten und 5'000 CDs, CD-ROMs und DVDs bereichert. In der kleinen Fremdsprachenabteilung findet der Benutzer Medien in Englisch, Französisch, Italienisch und Spanisch. Im Lesesaal, der mit Arbeitsplätzen ausgerüstet ist, sind weitere 3'000 Werke frei zugänglich. Etwa 100 Zeitschriften und Zeitungen, die in der Leseabteilung aufliegen, runden das Angebot ab. Der Magazinbestand ist nicht frei zugänglich, kann aber mit EDV bequem abgefragt werden.
Auf die Ausleihe wird keine Gebühr erhoben. Während die Ausleihe aus der Freihandabteilung auf acht Medien beschränkt ist, besteht auf dem Magazinbestand keine Einschränkung.